# Turó del Pollastre
El Turó del Pollastre és una muntanya de 295 metres que es troba al municipi d'Arenys de Munt, a la comarca del Maresme.